# Efferia davisi
Efferia davisi là một loài ruồi trong họ Asilidae. Efferia davisi được Wilcox miêu tả năm 1966. Loài này phân bố ở vùng Tân Bắc giới.